# Bernart Rascas
Bernart Rascas (fl. XIV secolo) è stato un trovatore occitano attivo nel XIV secolo.
Giovanni Nostradamus lo annovera fra i "poeti provenzali", e questo sembra essere confermato da un'annotazione fatta da Suarez, vescovo di Vaison e arcivescovo di Avignone (1633-1666), riferita a un manoscritto del XIV secolo in lingua latina:
 Secondo Alfred Jeanroy, Giovanni Nostradamus ha scambiato il nome "Raimon" con "Bernart" per poterlo identificare con Raimon Rascas, giurista di Avignone, che vi fonda nel 1355 l'ospedale della Trinità.